# Setge de Roses (1719)
El Setge de Roses de 1719 fou una de les batalles de la Guerra de la Quàdruple Aliança.

## Antecedents
L'exèrcit francès, sota el comandament de James Fitz-James, va envair el País Basc del Sud, i encara que al principi el seu avanç, no va obtenir resposta, aviat va ser obligat a retrocedir. A l'octubre d'aquest any, la flota britànica prenia Vigo i Pontevedra, mentre Messina queia després del setge que venia patint, la Seu d'Urgell queia en mans franceses en 31 d'agost de 1719.

## El setge
La ciutadella de Roses fou assetjada per James Fitz-James Stuart, trobant-se els quaranta batallons d'infanteria i seixanta esquadrons de cavalleria el 22 d'octubre a El Voló, arribant en unes hores a Castelló d'Empúries, on establí el campament.
La flota arribà l'1 de novembre, però el mal temps retrassà l'arribada dels vaixells de transport, i el mal temps constant van enfonsar el 6 de novembre els vaixells que duien provisions i munició, i va haver d'aixecar el setge i abandonar la campanya el 17 de novembre.

## Conseqüències
Valls resistí els embats de la partida del Carrasclet gràcies a la milícia local que seria el germen dels Mossos d'Esquadra i que liderava la família Veciana, mentre la partida de Francesc Bernic era capturada per Josep Anton Martí a La Llacuna. En finalitzar la campanya a finals de la tardor, la guerrilla tornà al Rosselló per preparar la nova campanya. Verboom va posar setge a la Seu d'Urgell en 22 de gener de 1720, que es va rendir el 29 de gener, pocs dies abans del final de la guerra.